# Scenes of the Crime
Scenes of the Crime (Brasil: Cenas do Crime / Portugal: Cúmplices de um Crime) é um filme estadunidense de suspense policial 2001, dirigido por Dominique Forma. É estrelado por Jon Abrahams, Jeff Bridges, Noah Wyle, R. Lee Ermey, Peter Greene, Mädchen Amick, Morris Chestnut, Bob Gunton, e Brian Goodman.
O filme teve sua estreia mundial no Festival de Cinema Americano de Deauville em 8 de setembro de 2001, e foi lançado nos Estados Unidos em DVD em 30 de setembro de 2003. Foi recebido com opiniões mistas e críticas moderadas, mas, em última análise, positivas.

## Sinopse
A história gira em torno de um jovem motorista, Lenny (Abrahams), trabalhando para um gângster, executando várias tarefas e não fazendo perguntas. Após o sequestro de um mafioso inimigo, Jimmy Berg (Bridges), uma amarga rixa eclode entre os dois grupos com Lenny preso no meio. Preso em uma van sozinho com Berg, cercado pelos homens de Berg, o motorista neutro é forçado a escolher um lado.
O filme envolve os eventos que ocorrem entre vários personagens envolvidos no impasse mexicano, finalmente levando a um final de reviravolta que é surpreendentemente otimista.

## Elenco
- Jeff Bridges como Jimmy Berg
- Jon Abrahams como Lenny Burroughs
- R. Lee Ermey como Mr. Parker
- Mädchen Amick como Carmen
- Morris Chestnut como Ray
- Kerri Randles como Donna
- Noah Wyle como Seth
- Henry Rollins como Greg
- Lombardo Boyar como Zeke
- Kenny Johnston como Al
- Peter Greene como Rick
- Bob Gunton como Steven, parceiro de Jimmy
- Dominic Purcell como Mark
- Robert Wahlberg como Arnon
- Brian Goodman como Trevor
- Nicholas Gonzalez como Marty
- Justin Louis como Louis
- Mizuo Peck como Sharon
- Nick Carello como oficial de polícia
- Loyd Catlett como oficial de polícia
- Jack Forbes como motorista de caminhão de reboque
- Chase Ellison como Blake Berg
- Jon Powell como cliente
- Kim Yates como empregada de Steven
- Robert Harvey como contador chefe
- Amy Wieczorek como Theresa
- Ian Ruskin como assistente de Trevor